# Санто Стефано (Пезаро и Урбино)
Санто Стефано је насеље у Италији у округу Пезаро и Урбино, региону Марке.
Према процени из 2011. у насељу је живело 415 становника. Насеље се налази на надморској висини од 88 м.